# Alfa Romeo 90
L'Alfa Romeo 90 è un'autovettura prodotta dalla casa automobilistica italiana Alfa Romeo dal 1984 al 1987 nello stabilimento Alfa Romeo di Arese.

## Descrizione
Alla fine degli anni 70 l'Alfa Romeo aveva lanciato i progetti 154 e 156, due nuove vetture a trazione anteriore destinate a sostituire rispettivamente la Giulietta e l'Alfetta. La crisi in cui versava la casa milanese, tuttavia, costrinse ben presto la stessa a rinunciare al progetto di un nuovo pianale. Per ovviare ai ritardi nello sviluppo, nel 1982 l'Alfa Romeo lanciò i progetti 162A e 162B, rispettivamente le future 90 e 75, volti a riutilizzare per quanto possibile la meccanica dei modelli allora in commercio, ovvero l'Alfetta e la Giulietta.
La 90, erede dell'Alfetta, riprendeva dalla sua progenitrice non solo l'intera meccanica, motori inclusi, ma anche buona parte del telaio, alcuni lamierati esterni e il "giro porte". Il compito affidato alla Bertone di ridisegnare solamente la parte esterna e una nuova fanaleria non era dei più facili: il risultato finale fu una berlina dalle linee sobrie e squadrate, piuttosto anonima ma non priva di una certa eleganza.

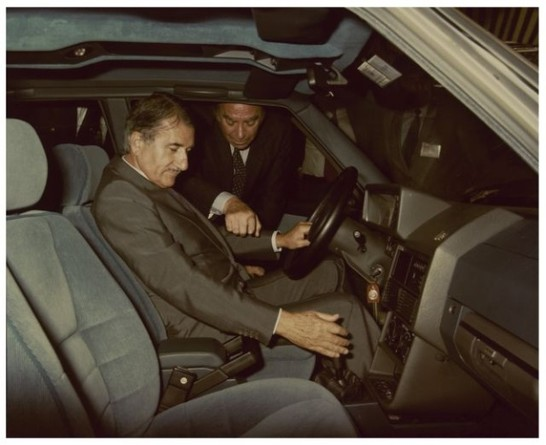
Il designer Nuccio Bertone illustra ad Aldo Aniasi, vicepresidente della Camera dei deputati, gli interni della 90

Per migliorare la penetrazione aerodinamica sotto al paraurti anteriore si trovava uno spoiler retrattile, che scendeva automaticamente a partire dalla velocità di 80 km/h per effetto della pressione dell'aria, aumentando così il carico aerodinamico sull'asse anteriore e riducendo la resistenza all'aria, che era migliore rispetto all'Alfetta, attestandosi con un coefficiente aerodinamico di 0,37.
Alle osservazioni del pubblico secondo cui la 90 non era che un'Alfetta ristilizzata, la casa di Arese rispose (senza convincere più di tanto) che la Bertone aveva sostituito il 70 per cento dei lamierati del vecchio modello. Non contribuirono poi all'estetica altri particolari poco riusciti come la modesta calandra in plastica grigia, le borchie di disegno banale e la posizione del vano portatarga che, sfalsato rispetto alle luci posteriori, rendeva la coda disarmonica.
Presentata al salone dell'automobile di Torino del settembre 1984, la 90 riproponeva senza modifiche la meccanica dell'Alfetta: disposizione transaxle (con motore anteriore, trazione posteriore e gruppo cambio-differenziale al retrotreno), sospensioni anteriori a quadrilateri, ponte posteriore De Dion (che sorreggeva anche il gruppo cambio-differenziale) e freni a disco su tutte le ruote, con quelli posteriori montati all'uscita del differenziale per ridurre le masse non sospese. L'interno era caratterizzato dalla strumentazione digitale presente sulla versione "Quadrifoglio Oro".
Nelle intenzioni della casa, la 90 avrebbe dovuto rappresentare il modello di classe medio-superiore della gamma Alfa Romeo sino ai successivi anni 90, da cui la scelta del nome. Tuttavia il modello rimase in listino appena tre anni e venne ritirato dal commercio anzitempo, lasciando spazio alla più fortunata 75 di cui condivideva telaio e meccanica.

## Motorizzazioni
Al momento del lancio erano disponibili tre motori, 4 cilindri bialbero di 1779 e 1962 cm³, il V6 Busso con alberi a camme in testa da 2492 cm³ e un 4 cilindri turbodiesel di 2.4 litri prodotto dalla VM Motori.
Al lancio gamma comprendeva:
- Alfa Romeo 90 "1.8" (con alimentazione a 2 carburatori e potenza di 120 CV)
- Alfa Romeo 90 "2.0" (con alimentazione a 2 carburatori e potenza di 128 CV)
- Alfa Romeo 90 "2.0 Iniezione" (con alimentazione a iniezione elettronica e potenza di 128 CV)
- Alfa Romeo 90 "2.5 V6 iniezione" (con alimentazione a iniezione elettronica e potenza di 158 CV)
- Alfa Romeo 90 "2.4 Turbodiesel" (a iniezione indiretta e potenza di 110 CV)[6]

Nel 1985 venne lanciata la "2.0 V6 Iniezione", con un motore derivato dall'omologo 2.5 che disponeva di 132 CV, dotato di impianto iniezione Alfa Romeo CEM (dove CEM sta per Controllo Elettronico Motore).

## L'ultimo periodo

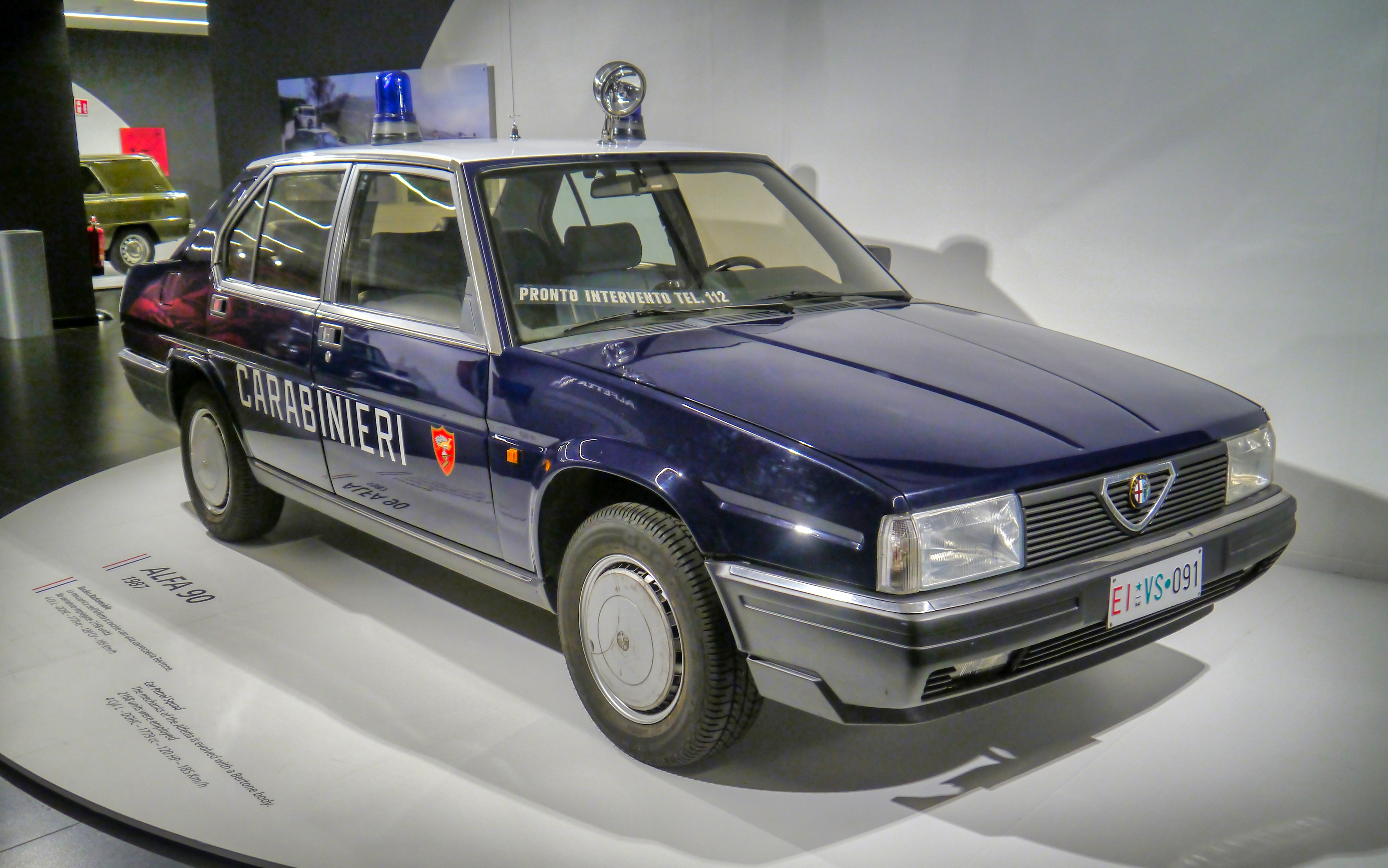
Una 90 successiva al lifting del 1986, riconoscibile dalla differente mascherina anteriore, qui in livrea dell'Arma dei Carabinieri

Trovandosi a competere con vetture come Lancia Thema, Fiat Croma e Saab 9000, presentate nello stesso periodo e progettualmente più moderne, la 90 faticò a ritagliarsi un proprio spazio.
A poco servì il lifting del maggio 1986 che coinvolse la mascherina anteriore, leggermente modificata onde allinearsi allo stile della coeva 75, il porta targa in tinta e alcuni dettagli dell'interno, dando vita alla 90 "Super". Dal punto di vista meccanico le uniche novità riguardavano il motore turbodiesel, dotato di turbina di geometria più piccola per migliorare la ripresa ai bassi regimi e di un sistema di preriscaldamento del gasolio per migliorare le partenze a freddo, l'eliminazione della versione "2.0 a carburatori" e l'adozione di rapporti più corti per migliorare accelerazione e ripresa, con quinta marcia di potenza. Invariati gli altri motori della gamma.
Prodotta in poco più di quarantamila esemplari, dopo solo tre anni di produzione alla fine del 1987 fu sostituita (dopo il passaggio dell'Alfa Romeo al Gruppo Fiat) dalla 164, vettura basata sul medesimo pianale di Thema, Croma e 9000.

## La versione familiare
La rivista specializzata AutoCapital, come aveva fatto precedentemente con l'Alfetta, fece realizzare autonomamente una versione familiare della 90 affidandosi però, invece che alla Zagato, alla Carrozzeria Marazzi. Ci fu un interessamento serio dell'Alfa Romeo per una realizzazione in serie ma il progetto infine non vide mai la luce.

## Dati tecnici
| Caratteristiche tecniche - Alfa Romeo 90 1.8 (1985)                                                                                  | Caratteristiche tecniche - Alfa Romeo 90 1.8 (1985) | Caratteristiche tecniche - Alfa Romeo 90 1.8 (1985) | Caratteristiche tecniche - Alfa Romeo 90 1.8 (1985) | Caratteristiche tecniche - Alfa Romeo 90 1.8 (1985) | Caratteristiche tecniche - Alfa Romeo 90 1.8 (1985) |
| Configurazione | Configurazione | Configurazione | Configurazione | Configurazione | Configurazione |
| --- | --- | --- | --- | --- | --- |
| Carrozzeria: Berlina | Carrozzeria: Berlina | Posizione motore: anteriore | Posizione motore: anteriore | Trazione: posteriore | Trazione: posteriore |
| Dimensioni e pesi | | | | | |
| Ingombri (lungh.×largh.×alt. in mm): 4391 × 1638 × 1420                                                                              | Ingombri (lungh.×largh.×alt. in mm): 4391 × 1638 × 1420 | Ingombri (lungh.×largh.×alt. in mm): 4391 × 1638 × 1420 | Ingombri (lungh.×largh.×alt. in mm): 4391 × 1638 × 1420 | Diametro minimo sterzata: | Diametro minimo sterzata: |
| Interasse: 2510 mm | Interasse: 2510 mm | Carreggiate: anteriore 1366 - posteriore 1358 mm | Carreggiate: anteriore 1366 - posteriore 1358 mm | Altezza minima da terra: | Altezza minima da terra: |
| Posti totali: 5 | Posti totali: 5 | Bagagliaio: | Bagagliaio: | Serbatoio: 49 litri (riserva 8 litri) | Serbatoio: 49 litri (riserva 8 litri) |
| Masse | / in ordine di marcia: 1.080 kg / rimorchiabile: 1.200 kg | / in ordine di marcia: 1.080 kg / rimorchiabile: 1.200 kg | / in ordine di marcia: 1.080 kg / rimorchiabile: 1.200 kg | / in ordine di marcia: 1.080 kg / rimorchiabile: 1.200 kg | / in ordine di marcia: 1.080 kg / rimorchiabile: 1.200 kg |
| Meccanica | | | | | |
| Tipo motore: 4 cilindri in linea, basamento e testata in lega leggera. Raffreddamento: ad acqua, a circolazione forzata; termostato. | Tipo motore: 4 cilindri in linea, basamento e testata in lega leggera. Raffreddamento: ad acqua, a circolazione forzata; termostato. | Tipo motore: 4 cilindri in linea, basamento e testata in lega leggera. Raffreddamento: ad acqua, a circolazione forzata; termostato. | Cilindrata: 1779 cm³ cm³ | Cilindrata: 1779 cm³ cm³ | Cilindrata: 1779 cm³ cm³ |
| Distribuzione: 2 alberi a camme in testa comandati da catena                                                                         | Distribuzione: 2 alberi a camme in testa comandati da catena | Distribuzione: 2 alberi a camme in testa comandati da catena | Alimentazione: 2 carburatori orizzontali doppio corpo Solex C 40 DDH 5 o Weber 40 DCOE 32 o Dell'Orto DHLA 40 | Alimentazione: 2 carburatori orizzontali doppio corpo Solex C 40 DDH 5 o Weber 40 DCOE 32 o Dell'Orto DHLA 40 | Alimentazione: 2 carburatori orizzontali doppio corpo Solex C 40 DDH 5 o Weber 40 DCOE 32 o Dell'Orto DHLA 40 |
| Prestazioni motore | Potenza: 120 CV a 5300 giri/min / Coppia: 17 kgm a 4000 giri/min | Potenza: 120 CV a 5300 giri/min / Coppia: 17 kgm a 4000 giri/min | Potenza: 120 CV a 5300 giri/min / Coppia: 17 kgm a 4000 giri/min | Potenza: 120 CV a 5300 giri/min / Coppia: 17 kgm a 4000 giri/min | Potenza: 120 CV a 5300 giri/min / Coppia: 17 kgm a 4000 giri/min |
| Accensione: elettronica breakerless, con anticipo centrifugo e a depressione                                                         | Accensione: elettronica breakerless, con anticipo centrifugo e a depressione | Accensione: elettronica breakerless, con anticipo centrifugo e a depressione | Impianto elettrico: Batteria: 12 V - 50 Ah. Candele: Champion N7YC | Impianto elettrico: Batteria: 12 V - 50 Ah. Candele: Champion N7YC | Impianto elettrico: Batteria: 12 V - 50 Ah. Candele: Champion N7YC |
| Frizione: monodisco a secco, con comando idraulico                                                                                   | Frizione: monodisco a secco, con comando idraulico | Frizione: monodisco a secco, con comando idraulico | Cambio: meccanico a 5 marce + RM | Cambio: meccanico a 5 marce + RM | Cambio: meccanico a 5 marce + RM |
| Telaio | | | | | |
| Corpo vettura | Scocca metallica autoportante | Scocca metallica autoportante | Scocca metallica autoportante | Scocca metallica autoportante | Scocca metallica autoportante |
| Sterzo | a cremagliera | a cremagliera | a cremagliera | a cremagliera | a cremagliera |
| Sospensioni | anteriori: a ruote indipendenti, quadrilateri trasversali, barre di torsione, ammortizzatori idraulici, barra stabilizzatrice / posteriori: a ponte rigido De Dion, 2 parallelogrammi di Watt, molle elicoidali, ammortizzatori idraulici, barra stabilizzatrice | anteriori: a ruote indipendenti, quadrilateri trasversali, barre di torsione, ammortizzatori idraulici, barra stabilizzatrice / posteriori: a ponte rigido De Dion, 2 parallelogrammi di Watt, molle elicoidali, ammortizzatori idraulici, barra stabilizzatrice | anteriori: a ruote indipendenti, quadrilateri trasversali, barre di torsione, ammortizzatori idraulici, barra stabilizzatrice / posteriori: a ponte rigido De Dion, 2 parallelogrammi di Watt, molle elicoidali, ammortizzatori idraulici, barra stabilizzatrice | anteriori: a ruote indipendenti, quadrilateri trasversali, barre di torsione, ammortizzatori idraulici, barra stabilizzatrice / posteriori: a ponte rigido De Dion, 2 parallelogrammi di Watt, molle elicoidali, ammortizzatori idraulici, barra stabilizzatrice | anteriori: a ruote indipendenti, quadrilateri trasversali, barre di torsione, ammortizzatori idraulici, barra stabilizzatrice / posteriori: a ponte rigido De Dion, 2 parallelogrammi di Watt, molle elicoidali, ammortizzatori idraulici, barra stabilizzatrice |
| Freni | anteriori: a disco / posteriori: a disco | anteriori: a disco / posteriori: a disco | anteriori: a disco / posteriori: a disco | anteriori: a disco / posteriori: a disco | anteriori: a disco / posteriori: a disco |
| Pneumatici | 185/70 R 14 / Cerchi: 14" | 185/70 R 14 / Cerchi: 14" | 185/70 R 14 / Cerchi: 14" | 185/70 R 14 / Cerchi: 14" | 185/70 R 14 / Cerchi: 14" |
| Prestazioni dichiarate | | | | | |
| Velocità: 185 km/h | Velocità: 185 km/h | Velocità: 185 km/h | Accelerazione: 0-1000 m: 31,2 | Accelerazione: 0-1000 m: 31,2 | Accelerazione: 0-1000 m: 31,2 |
| Consumi | a 90 km/h, 6,5 litri/100 km; a 120 km/h, 8,8 litri/100 km; ciclo urbano (simulato) 12,0 litri/100 km; media ECE 9,1 litri/100 km | a 90 km/h, 6,5 litri/100 km; a 120 km/h, 8,8 litri/100 km; ciclo urbano (simulato) 12,0 litri/100 km; media ECE 9,1 litri/100 km | a 90 km/h, 6,5 litri/100 km; a 120 km/h, 8,8 litri/100 km; ciclo urbano (simulato) 12,0 litri/100 km; media ECE 9,1 litri/100 km | a 90 km/h, 6,5 litri/100 km; a 120 km/h, 8,8 litri/100 km; ciclo urbano (simulato) 12,0 litri/100 km; media ECE 9,1 litri/100 km | a 90 km/h, 6,5 litri/100 km; a 120 km/h, 8,8 litri/100 km; ciclo urbano (simulato) 12,0 litri/100 km; media ECE 9,1 litri/100 km |

| Caratteristiche tecniche - Alfa Romeo 90 2.0 (1985)                                                                                  | Caratteristiche tecniche - Alfa Romeo 90 2.0 (1985) | Caratteristiche tecniche - Alfa Romeo 90 2.0 (1985) | Caratteristiche tecniche - Alfa Romeo 90 2.0 (1985) | Caratteristiche tecniche - Alfa Romeo 90 2.0 (1985) | Caratteristiche tecniche - Alfa Romeo 90 2.0 (1985) |
| --- | --- | --- | --- | --- | --- |
| | | | | | |
| Configurazione | | | | | |
| Carrozzeria: Berlina | Carrozzeria: Berlina | Posizione motore: anteriore | Posizione motore: anteriore | Trazione: posteriore | Trazione: posteriore |
| Dimensioni e pesi | | | | | |
| Ingombri (lungh.×largh.×alt. in mm): 4391 × 1638 × 1420                                                                              | Ingombri (lungh.×largh.×alt. in mm): 4391 × 1638 × 1420 | Ingombri (lungh.×largh.×alt. in mm): 4391 × 1638 × 1420 | Ingombri (lungh.×largh.×alt. in mm): 4391 × 1638 × 1420 | Diametro minimo sterzata: | Diametro minimo sterzata: |
| Interasse: 2510 mm | Interasse: 2510 mm | Carreggiate: anteriore 1366 - posteriore 1358 mm | Carreggiate: anteriore 1366 - posteriore 1358 mm | Altezza minima da terra: | Altezza minima da terra: |
| Posti totali: 5 | Posti totali: 5 | Bagagliaio: | Bagagliaio: | Serbatoio: 49 litri (riserva 8 litri) | Serbatoio: 49 litri (riserva 8 litri) |
| Masse | / in ordine di marcia: 1.080 kg / rimorchiabile: 1.200 kg | / in ordine di marcia: 1.080 kg / rimorchiabile: 1.200 kg | / in ordine di marcia: 1.080 kg / rimorchiabile: 1.200 kg | / in ordine di marcia: 1.080 kg / rimorchiabile: 1.200 kg | / in ordine di marcia: 1.080 kg / rimorchiabile: 1.200 kg |
| Meccanica | | | | | |
| Tipo motore: 4 cilindri in linea, basamento e testata in lega leggera. Raffreddamento: ad acqua, a circolazione forzata; termostato. | Tipo motore: 4 cilindri in linea, basamento e testata in lega leggera. Raffreddamento: ad acqua, a circolazione forzata; termostato. | Tipo motore: 4 cilindri in linea, basamento e testata in lega leggera. Raffreddamento: ad acqua, a circolazione forzata; termostato. | Cilindrata: totale 1.962 cm³ cm³ | Cilindrata: totale 1.962 cm³ cm³ | Cilindrata: totale 1.962 cm³ cm³ |
| Distribuzione: 2 alberi a camme in testa comandati da catena                                                                         | Distribuzione: 2 alberi a camme in testa comandati da catena | Distribuzione: 2 alberi a camme in testa comandati da catena | Alimentazione: 2 carburatori orizzontali doppio corpo Solex C 40 DDHE/16 o Dell'Orto DHLA 40G | Alimentazione: 2 carburatori orizzontali doppio corpo Solex C 40 DDHE/16 o Dell'Orto DHLA 40G | Alimentazione: 2 carburatori orizzontali doppio corpo Solex C 40 DDHE/16 o Dell'Orto DHLA 40G |
| Prestazioni motore | Potenza: 128 CV a 5400 giri/min / Coppia: 18,2 kgm a 4000 giri/min | Potenza: 128 CV a 5400 giri/min / Coppia: 18,2 kgm a 4000 giri/min | Potenza: 128 CV a 5400 giri/min / Coppia: 18,2 kgm a 4000 giri/min | Potenza: 128 CV a 5400 giri/min / Coppia: 18,2 kgm a 4000 giri/min | Potenza: 128 CV a 5400 giri/min / Coppia: 18,2 kgm a 4000 giri/min |
| Accensione: elettronica breakerless, con anticipo centrifugo e a depressione                                                         | Accensione: elettronica breakerless, con anticipo centrifugo e a depressione | Accensione: elettronica breakerless, con anticipo centrifugo e a depressione | Impianto elettrico: Batteria: 12 V - 60 Ah. Candele: Champion N4C | Impianto elettrico: Batteria: 12 V - 60 Ah. Candele: Champion N4C | Impianto elettrico: Batteria: 12 V - 60 Ah. Candele: Champion N4C |
| Frizione: monodisco a secco, con comando idraulico                                                                                   | Frizione: monodisco a secco, con comando idraulico | Frizione: monodisco a secco, con comando idraulico | Cambio: meccanico a 5 marce + RM | Cambio: meccanico a 5 marce + RM | Cambio: meccanico a 5 marce + RM |
| Telaio | | | | | |
| Corpo vettura | Scocca metallica autoportante | Scocca metallica autoportante | Scocca metallica autoportante | Scocca metallica autoportante | Scocca metallica autoportante |
| Sterzo | a cremagliera | a cremagliera | a cremagliera | a cremagliera | a cremagliera |
| Sospensioni | anteriori: a ruote indipendenti, quadrilateri trasversali, barre di torsione, ammortizzatori idraulici, barra stabilizzatrice / posteriori: a ponte rigido De Dion, 2 parallelogrammi di Watt, molle elicoidali, ammortizzatori idraulici, barra stabilizzatrice | anteriori: a ruote indipendenti, quadrilateri trasversali, barre di torsione, ammortizzatori idraulici, barra stabilizzatrice / posteriori: a ponte rigido De Dion, 2 parallelogrammi di Watt, molle elicoidali, ammortizzatori idraulici, barra stabilizzatrice | anteriori: a ruote indipendenti, quadrilateri trasversali, barre di torsione, ammortizzatori idraulici, barra stabilizzatrice / posteriori: a ponte rigido De Dion, 2 parallelogrammi di Watt, molle elicoidali, ammortizzatori idraulici, barra stabilizzatrice | anteriori: a ruote indipendenti, quadrilateri trasversali, barre di torsione, ammortizzatori idraulici, barra stabilizzatrice / posteriori: a ponte rigido De Dion, 2 parallelogrammi di Watt, molle elicoidali, ammortizzatori idraulici, barra stabilizzatrice | anteriori: a ruote indipendenti, quadrilateri trasversali, barre di torsione, ammortizzatori idraulici, barra stabilizzatrice / posteriori: a ponte rigido De Dion, 2 parallelogrammi di Watt, molle elicoidali, ammortizzatori idraulici, barra stabilizzatrice |
| Freni | anteriori: a disco / posteriori: a disco | anteriori: a disco / posteriori: a disco | anteriori: a disco / posteriori: a disco | anteriori: a disco / posteriori: a disco | anteriori: a disco / posteriori: a disco |
| Pneumatici | 185/70 HR 14 / Cerchi: 14" | 185/70 HR 14 / Cerchi: 14" | 185/70 HR 14 / Cerchi: 14" | 185/70 HR 14 / Cerchi: 14" | 185/70 HR 14 / Cerchi: 14" |
| Prestazioni dichiarate | | | | | |
| Velocità: 190 km/h | Velocità: 190 km/h | Velocità: 190 km/h | Accelerazione: 0-1000 m: 30,4 | Accelerazione: 0-1000 m: 30,4 | Accelerazione: 0-1000 m: 30,4 |
| Consumi | a 90 km/h, 6,5 litri/100 km; a 120 km/h, 8,8 litri/100 km; ciclo urbano (simulato) 12,2 litri/100 km; media ECE 9,2 litri/100 km | a 90 km/h, 6,5 litri/100 km; a 120 km/h, 8,8 litri/100 km; ciclo urbano (simulato) 12,2 litri/100 km; media ECE 9,2 litri/100 km | a 90 km/h, 6,5 litri/100 km; a 120 km/h, 8,8 litri/100 km; ciclo urbano (simulato) 12,2 litri/100 km; media ECE 9,2 litri/100 km | a 90 km/h, 6,5 litri/100 km; a 120 km/h, 8,8 litri/100 km; ciclo urbano (simulato) 12,2 litri/100 km; media ECE 9,2 litri/100 km | a 90 km/h, 6,5 litri/100 km; a 120 km/h, 8,8 litri/100 km; ciclo urbano (simulato) 12,2 litri/100 km; media ECE 9,2 litri/100 km |

| Caratteristiche tecniche - Alfa Romeo 90 2.0 iniezione elettronica (1985)                                                                                             | Caratteristiche tecniche - Alfa Romeo 90 2.0 iniezione elettronica (1985) | Caratteristiche tecniche - Alfa Romeo 90 2.0 iniezione elettronica (1985) | Caratteristiche tecniche - Alfa Romeo 90 2.0 iniezione elettronica (1985) | Caratteristiche tecniche - Alfa Romeo 90 2.0 iniezione elettronica (1985) | Caratteristiche tecniche - Alfa Romeo 90 2.0 iniezione elettronica (1985) |
| Configurazione | Configurazione | Configurazione | Configurazione | Configurazione | Configurazione |
| --- | --- | --- | --- | --- | --- |
| Carrozzeria: Berlina | Carrozzeria: Berlina | Posizione motore: anteriore | Posizione motore: anteriore | Trazione: posteriore | Trazione: posteriore |
| Dimensioni e pesi | | | | | |
| Ingombri (lungh.×largh.×alt. in mm): 4391 × 1638 × 1420 | Ingombri (lungh.×largh.×alt. in mm): 4391 × 1638 × 1420 | Ingombri (lungh.×largh.×alt. in mm): 4391 × 1638 × 1420 | Ingombri (lungh.×largh.×alt. in mm): 4391 × 1638 × 1420 | Diametro minimo sterzata: | Diametro minimo sterzata: |
| Interasse: 2510 mm | Interasse: 2510 mm | Carreggiate: anteriore 1366 - posteriore 1358 mm | Carreggiate: anteriore 1366 - posteriore 1358 mm | Altezza minima da terra: | Altezza minima da terra: |
| Posti totali: 5 | Posti totali: 5 | Bagagliaio: | Bagagliaio: | Serbatoio: 49 litri (riserva 8 litri) | Serbatoio: 49 litri (riserva 8 litri) |
| Masse | / in ordine di marcia: 1.090 kg / rimorchiabile: 1.200 kg | / in ordine di marcia: 1.090 kg / rimorchiabile: 1.200 kg | / in ordine di marcia: 1.090 kg / rimorchiabile: 1.200 kg | / in ordine di marcia: 1.090 kg / rimorchiabile: 1.200 kg | / in ordine di marcia: 1.090 kg / rimorchiabile: 1.200 kg |
| Meccanica | | | | | |
| Tipo motore: 4 cilindri in linea, basamento e testata in lega leggera. Raffreddamento: ad acqua, a circolazione forzata, con ventola elettrica a innesto termostatico | Tipo motore: 4 cilindri in linea, basamento e testata in lega leggera. Raffreddamento: ad acqua, a circolazione forzata, con ventola elettrica a innesto termostatico                                                                                            | Tipo motore: 4 cilindri in linea, basamento e testata in lega leggera. Raffreddamento: ad acqua, a circolazione forzata, con ventola elettrica a innesto termostatico                                                                                            | Cilindrata: 1962 cm³ cm³ | Cilindrata: 1962 cm³ cm³ | Cilindrata: 1962 cm³ cm³ |
| Distribuzione: 2 alberi a camme in testa comandati da catena | Distribuzione: 2 alberi a camme in testa comandati da catena | Distribuzione: 2 alberi a camme in testa comandati da catena | Alimentazione: a iniezione elettronica Bosch L-Jetronic | Alimentazione: a iniezione elettronica Bosch L-Jetronic | Alimentazione: a iniezione elettronica Bosch L-Jetronic |
| Prestazioni motore | Potenza: 128 CV a 5400 giri/min / Coppia: 17,9 kgm a 4000 giri/min | Potenza: 128 CV a 5400 giri/min / Coppia: 17,9 kgm a 4000 giri/min | Potenza: 128 CV a 5400 giri/min / Coppia: 17,9 kgm a 4000 giri/min | Potenza: 128 CV a 5400 giri/min / Coppia: 17,9 kgm a 4000 giri/min | Potenza: 128 CV a 5400 giri/min / Coppia: 17,9 kgm a 4000 giri/min |
| Accensione: elettronica breakerless, con anticipo centrifugo e a depressione                                                                                          | Accensione: elettronica breakerless, con anticipo centrifugo e a depressione | Accensione: elettronica breakerless, con anticipo centrifugo e a depressione | Impianto elettrico: Batteria: 12 V - 60 Ah. Candele: Champion N4C | Impianto elettrico: Batteria: 12 V - 60 Ah. Candele: Champion N4C | Impianto elettrico: Batteria: 12 V - 60 Ah. Candele: Champion N4C |
| Frizione: monodisco a secco, con comando idraulico | Frizione: monodisco a secco, con comando idraulico | Frizione: monodisco a secco, con comando idraulico | Cambio: meccanico a 5 marce + RM | Cambio: meccanico a 5 marce + RM | Cambio: meccanico a 5 marce + RM |
| Telaio | | | | | |
| Corpo vettura | Scocca metallica autoportante | Scocca metallica autoportante | Scocca metallica autoportante | Scocca metallica autoportante | Scocca metallica autoportante |
| Sterzo | a cremagliera | a cremagliera | a cremagliera | a cremagliera | a cremagliera |
| Sospensioni | anteriori: a ruote indipendenti, quadrilateri trasversali, barre di torsione, ammortizzatori idraulici, barra stabilizzatrice / posteriori: a ponte rigido De Dion, 2 parallelogrammi di Watt, molle elicoidali, ammortizzatori idraulici, barra stabilizzatrice | anteriori: a ruote indipendenti, quadrilateri trasversali, barre di torsione, ammortizzatori idraulici, barra stabilizzatrice / posteriori: a ponte rigido De Dion, 2 parallelogrammi di Watt, molle elicoidali, ammortizzatori idraulici, barra stabilizzatrice | anteriori: a ruote indipendenti, quadrilateri trasversali, barre di torsione, ammortizzatori idraulici, barra stabilizzatrice / posteriori: a ponte rigido De Dion, 2 parallelogrammi di Watt, molle elicoidali, ammortizzatori idraulici, barra stabilizzatrice | anteriori: a ruote indipendenti, quadrilateri trasversali, barre di torsione, ammortizzatori idraulici, barra stabilizzatrice / posteriori: a ponte rigido De Dion, 2 parallelogrammi di Watt, molle elicoidali, ammortizzatori idraulici, barra stabilizzatrice | anteriori: a ruote indipendenti, quadrilateri trasversali, barre di torsione, ammortizzatori idraulici, barra stabilizzatrice / posteriori: a ponte rigido De Dion, 2 parallelogrammi di Watt, molle elicoidali, ammortizzatori idraulici, barra stabilizzatrice |
| Freni | anteriori: a disco / posteriori: a disco | anteriori: a disco / posteriori: a disco | anteriori: a disco / posteriori: a disco | anteriori: a disco / posteriori: a disco | anteriori: a disco / posteriori: a disco |
| Pneumatici | 185/70 HR 14 / Cerchi: 14" | 185/70 HR 14 / Cerchi: 14" | 185/70 HR 14 / Cerchi: 14" | 185/70 HR 14 / Cerchi: 14" | 185/70 HR 14 / Cerchi: 14" |
| Prestazioni dichiarate | | | | | |
| Velocità: 190 km/h | Velocità: 190 km/h | Velocità: 190 km/h | Accelerazione: 0-1000 m: 30,5 | Accelerazione: 0-1000 m: 30,5 | Accelerazione: 0-1000 m: 30,5 |
| Consumi | a 90 km/h, 5,8 litri/100 km; a 120 km/h, 7,6 litri/100 km; ciclo urbano (simulato) 9,8 litri/100 km; media ECE 7,7 litri/100 km | a 90 km/h, 5,8 litri/100 km; a 120 km/h, 7,6 litri/100 km; ciclo urbano (simulato) 9,8 litri/100 km; media ECE 7,7 litri/100 km | a 90 km/h, 5,8 litri/100 km; a 120 km/h, 7,6 litri/100 km; ciclo urbano (simulato) 9,8 litri/100 km; media ECE 7,7 litri/100 km | a 90 km/h, 5,8 litri/100 km; a 120 km/h, 7,6 litri/100 km; ciclo urbano (simulato) 9,8 litri/100 km; media ECE 7,7 litri/100 km | a 90 km/h, 5,8 litri/100 km; a 120 km/h, 7,6 litri/100 km; ciclo urbano (simulato) 9,8 litri/100 km; media ECE 7,7 litri/100 km |

| Caratteristiche tecniche - Alfa Romeo 90 2.0 V6 Iniezione (1985)                                                                      | Caratteristiche tecniche - Alfa Romeo 90 2.0 V6 Iniezione (1985) | Caratteristiche tecniche - Alfa Romeo 90 2.0 V6 Iniezione (1985) | Caratteristiche tecniche - Alfa Romeo 90 2.0 V6 Iniezione (1985) | Caratteristiche tecniche - Alfa Romeo 90 2.0 V6 Iniezione (1985) | Caratteristiche tecniche - Alfa Romeo 90 2.0 V6 Iniezione (1985) |
| Configurazione | Configurazione | Configurazione | Configurazione | Configurazione | Configurazione |
| --- | --- | --- | --- | --- | --- |
| Carrozzeria: Berlina | Carrozzeria: Berlina | Posizione motore: anteriore | Posizione motore: anteriore | Trazione: posteriore | Trazione: posteriore |
| Dimensioni e pesi | | | | | |
| Ingombri (lungh.×largh.×alt. in mm): 4391 × 1638 × 1420                                                                               | Ingombri (lungh.×largh.×alt. in mm): 4391 × 1638 × 1420 | Ingombri (lungh.×largh.×alt. in mm): 4391 × 1638 × 1420 | Ingombri (lungh.×largh.×alt. in mm): 4391 × 1638 × 1420 | Diametro minimo sterzata: | Diametro minimo sterzata: |
| Interasse: 2510 mm | Interasse: 2510 mm | Carreggiate: anteriore 1366 - posteriore 1358 mm | Carreggiate: anteriore 1366 - posteriore 1358 mm | Altezza minima da terra: | Altezza minima da terra: |
| Posti totali: 5 | Posti totali: 5 | Bagagliaio: | Bagagliaio: | Serbatoio: 49 litri (riserva 8 litri) | Serbatoio: 49 litri (riserva 8 litri) |
| Masse | / in ordine di marcia: 1170 kg / rimorchiabile: 1200 kg | / in ordine di marcia: 1170 kg / rimorchiabile: 1200 kg | / in ordine di marcia: 1170 kg / rimorchiabile: 1200 kg | / in ordine di marcia: 1170 kg / rimorchiabile: 1200 kg | / in ordine di marcia: 1170 kg / rimorchiabile: 1200 kg |
| Meccanica | | | | | |
| Tipo motore: 6 cilindri a V di 60°, basamento e testata in lega leggera. Raffreddamento: ad acqua, a circolazione forzata; termostato | Tipo motore: 6 cilindri a V di 60°, basamento e testata in lega leggera. Raffreddamento: ad acqua, a circolazione forzata; termostato | Tipo motore: 6 cilindri a V di 60°, basamento e testata in lega leggera. Raffreddamento: ad acqua, a circolazione forzata; termostato | Cilindrata: totale 1.996 cm³ | Cilindrata: totale 1.996 cm³ | Cilindrata: totale 1.996 cm³ |
| Distribuzione: 1 albero a camme in testa per bancata comandato da cinghia dentata (con tenditore idraulico)                           | Distribuzione: 1 albero a camme in testa per bancata comandato da cinghia dentata (con tenditore idraulico) | Distribuzione: 1 albero a camme in testa per bancata comandato da cinghia dentata (con tenditore idraulico) | Alimentazione: a iniezione elettronica digitale, completamente integrata con il sistema di accensione (CEM) | Alimentazione: a iniezione elettronica digitale, completamente integrata con il sistema di accensione (CEM) | Alimentazione: a iniezione elettronica digitale, completamente integrata con il sistema di accensione (CEM) |
| Prestazioni motore | Potenza: 132 CV a 5600 giri/min / Coppia: 18 kgm a 3000 giri/min | Potenza: 132 CV a 5600 giri/min / Coppia: 18 kgm a 3000 giri/min | Potenza: 132 CV a 5600 giri/min / Coppia: 18 kgm a 3000 giri/min | Potenza: 132 CV a 5600 giri/min / Coppia: 18 kgm a 3000 giri/min | Potenza: 132 CV a 5600 giri/min / Coppia: 18 kgm a 3000 giri/min |
| Accensione: elettronica integrata | Accensione: elettronica integrata | Accensione: elettronica integrata | Impianto elettrico: Batteria: 12 V - 66 Ah. Candele: Champion N3C | Impianto elettrico: Batteria: 12 V - 66 Ah. Candele: Champion N3C | Impianto elettrico: Batteria: 12 V - 66 Ah. Candele: Champion N3C |
| Frizione: monodisco a secco, con comando idraulico                                                                                    | Frizione: monodisco a secco, con comando idraulico | Frizione: monodisco a secco, con comando idraulico | Cambio: meccanico a 5 marce + RM | Cambio: meccanico a 5 marce + RM | Cambio: meccanico a 5 marce + RM |
| Telaio | | | | | |
| Corpo vettura | Scocca metallica autoportante | Scocca metallica autoportante | Scocca metallica autoportante | Scocca metallica autoportante | Scocca metallica autoportante |
| Sterzo | a cremagliera | a cremagliera | a cremagliera | a cremagliera | a cremagliera |
| Sospensioni | anteriori: a ruote indipendenti, quadrilateri trasversali, barre di torsione, ammortizzatori idraulici, barra stabilizzatrice / posteriori: a ponte rigido De Dion, 2 parallelogrammi di Watt, molle elicoidali, ammortizzatori idraulici, barra stabilizzatrice | anteriori: a ruote indipendenti, quadrilateri trasversali, barre di torsione, ammortizzatori idraulici, barra stabilizzatrice / posteriori: a ponte rigido De Dion, 2 parallelogrammi di Watt, molle elicoidali, ammortizzatori idraulici, barra stabilizzatrice | anteriori: a ruote indipendenti, quadrilateri trasversali, barre di torsione, ammortizzatori idraulici, barra stabilizzatrice / posteriori: a ponte rigido De Dion, 2 parallelogrammi di Watt, molle elicoidali, ammortizzatori idraulici, barra stabilizzatrice | anteriori: a ruote indipendenti, quadrilateri trasversali, barre di torsione, ammortizzatori idraulici, barra stabilizzatrice / posteriori: a ponte rigido De Dion, 2 parallelogrammi di Watt, molle elicoidali, ammortizzatori idraulici, barra stabilizzatrice | anteriori: a ruote indipendenti, quadrilateri trasversali, barre di torsione, ammortizzatori idraulici, barra stabilizzatrice / posteriori: a ponte rigido De Dion, 2 parallelogrammi di Watt, molle elicoidali, ammortizzatori idraulici, barra stabilizzatrice |
| Freni | anteriori: a disco / posteriori: a disco | anteriori: a disco / posteriori: a disco | anteriori: a disco / posteriori: a disco | anteriori: a disco / posteriori: a disco | anteriori: a disco / posteriori: a disco |
| Pneumatici | 185/70 HR 14 / Cerchi: 14" | 185/70 HR 14 / Cerchi: 14" | 185/70 HR 14 / Cerchi: 14" | 185/70 HR 14 / Cerchi: 14" | 185/70 HR 14 / Cerchi: 14" |
| Prestazioni dichiarate | | | | | |
| Velocità: 195 km/h | Velocità: 195 km/h | Velocità: 195 km/h | Accelerazione: 0-1000 m: 30,4 | Accelerazione: 0-1000 m: 30,4 | Accelerazione: 0-1000 m: 30,4 |
| Consumi | a 90 km/h, 6,4 litri/100 km; a 120 km/h, 8,2 litri/100 km; ciclo urbano (simulato) 10,2 litri/100 km; media ECE 8,2 litri/100 km | a 90 km/h, 6,4 litri/100 km; a 120 km/h, 8,2 litri/100 km; ciclo urbano (simulato) 10,2 litri/100 km; media ECE 8,2 litri/100 km | a 90 km/h, 6,4 litri/100 km; a 120 km/h, 8,2 litri/100 km; ciclo urbano (simulato) 10,2 litri/100 km; media ECE 8,2 litri/100 km | a 90 km/h, 6,4 litri/100 km; a 120 km/h, 8,2 litri/100 km; ciclo urbano (simulato) 10,2 litri/100 km; media ECE 8,2 litri/100 km | a 90 km/h, 6,4 litri/100 km; a 120 km/h, 8,2 litri/100 km; ciclo urbano (simulato) 10,2 litri/100 km; media ECE 8,2 litri/100 km |

| Caratteristiche tecniche - Alfa Romeo 90 2.4 Turbodiesel (1985)                                                                                               | Caratteristiche tecniche - Alfa Romeo 90 2.4 Turbodiesel (1985) | Caratteristiche tecniche - Alfa Romeo 90 2.4 Turbodiesel (1985) | Caratteristiche tecniche - Alfa Romeo 90 2.4 Turbodiesel (1985) | Caratteristiche tecniche - Alfa Romeo 90 2.4 Turbodiesel (1985) | Caratteristiche tecniche - Alfa Romeo 90 2.4 Turbodiesel (1985) |
| Configurazione | Configurazione | Configurazione | Configurazione | Configurazione | Configurazione |
| --- | --- | --- | --- | --- | --- |
| Carrozzeria: Berlina | Carrozzeria: Berlina | Posizione motore: anteriore | Posizione motore: anteriore | Trazione: posteriore | Trazione: posteriore |
| Dimensioni e pesi | | | | | |
| Ingombri (lungh.×largh.×alt. in mm): 4391 × 1638 × 1420 | Ingombri (lungh.×largh.×alt. in mm): 4391 × 1638 × 1420 | Ingombri (lungh.×largh.×alt. in mm): 4391 × 1638 × 1420 | Ingombri (lungh.×largh.×alt. in mm): 4391 × 1638 × 1420 | Diametro minimo sterzata: | Diametro minimo sterzata: |
| Interasse: 2510 mm | Interasse: 2510 mm | Carreggiate: anteriore 1366 - posteriore 1358 mm | Carreggiate: anteriore 1366 - posteriore 1358 mm | Altezza minima da terra: | Altezza minima da terra: |
| Posti totali: 5 | Posti totali: 5 | Bagagliaio: | Bagagliaio: | Serbatoio: 49 litri (riserva 8 litri) | Serbatoio: 49 litri (riserva 8 litri) |
| Masse | / in ordine di marcia: 1.250 kg / rimorchiabile: 1.300 kg | / in ordine di marcia: 1.250 kg / rimorchiabile: 1.300 kg | / in ordine di marcia: 1.250 kg / rimorchiabile: 1.300 kg | / in ordine di marcia: 1.250 kg / rimorchiabile: 1.300 kg | / in ordine di marcia: 1.250 kg / rimorchiabile: 1.300 kg |
| Meccanica | | | | | |
| Tipo motore: 4 cilindri in linea, basamento in ghisa, testata in lega leggera. Raffreddamento: ad acqua, a circolazione forzata; termostato; 2 elettroventole | Tipo motore: 4 cilindri in linea, basamento in ghisa, testata in lega leggera. Raffreddamento: ad acqua, a circolazione forzata; termostato; 2 elettroventole | Tipo motore: 4 cilindri in linea, basamento in ghisa, testata in lega leggera. Raffreddamento: ad acqua, a circolazione forzata; termostato; 2 elettroventole | Cilindrata: totale 2.393 cm³ cm³ | Cilindrata: totale 2.393 cm³ cm³ | Cilindrata: totale 2.393 cm³ cm³ |
| Distribuzione: 1 albero a camme laterale con aste e bilancieri (ingranaggi)                                                                                   | Distribuzione: 1 albero a camme laterale con aste e bilancieri (ingranaggi) | Distribuzione: 1 albero a camme laterale con aste e bilancieri (ingranaggi) | Alimentazione: a iniezione indiretta con pompa rotativa; 1 turbocompressore con intercooler | Alimentazione: a iniezione indiretta con pompa rotativa; 1 turbocompressore con intercooler | Alimentazione: a iniezione indiretta con pompa rotativa; 1 turbocompressore con intercooler |
| Prestazioni motore | Potenza: 110 CV a 4200 giri/min / Coppia: 24 kgm a 2300 giri/min | Potenza: 110 CV a 4200 giri/min / Coppia: 24 kgm a 2300 giri/min | Potenza: 110 CV a 4200 giri/min / Coppia: 24 kgm a 2300 giri/min | Potenza: 110 CV a 4200 giri/min / Coppia: 24 kgm a 2300 giri/min | Potenza: 110 CV a 4200 giri/min / Coppia: 24 kgm a 2300 giri/min |
| Accensione: a compressione | Accensione: a compressione | Accensione: a compressione | Impianto elettrico: Batteria: 12 V - 77 Ah. Candelette preriscaldo: Champion CH70/102 | Impianto elettrico: Batteria: 12 V - 77 Ah. Candelette preriscaldo: Champion CH70/102 | Impianto elettrico: Batteria: 12 V - 77 Ah. Candelette preriscaldo: Champion CH70/102 |
| Frizione: monodisco a secco, con comando idraulico | Frizione: monodisco a secco, con comando idraulico | Frizione: monodisco a secco, con comando idraulico | Cambio: meccanico a 5 marce + RM | Cambio: meccanico a 5 marce + RM | Cambio: meccanico a 5 marce + RM |
| Telaio | | | | | |
| Corpo vettura | Scocca metallica autoportante | Scocca metallica autoportante | Scocca metallica autoportante | Scocca metallica autoportante | Scocca metallica autoportante |
| Sterzo | a cremagliera | a cremagliera | a cremagliera | a cremagliera | a cremagliera |
| Sospensioni | anteriori: a ruote indipendenti, quadrilateri trasversali, barre di torsione, ammortizzatori idraulici, barra stabilizzatrice / posteriori: a ponte rigido De Dion, 2 parallelogrammi di Watt, molle elicoidali, ammortizzatori idraulici, barra stabilizzatrice | anteriori: a ruote indipendenti, quadrilateri trasversali, barre di torsione, ammortizzatori idraulici, barra stabilizzatrice / posteriori: a ponte rigido De Dion, 2 parallelogrammi di Watt, molle elicoidali, ammortizzatori idraulici, barra stabilizzatrice | anteriori: a ruote indipendenti, quadrilateri trasversali, barre di torsione, ammortizzatori idraulici, barra stabilizzatrice / posteriori: a ponte rigido De Dion, 2 parallelogrammi di Watt, molle elicoidali, ammortizzatori idraulici, barra stabilizzatrice | anteriori: a ruote indipendenti, quadrilateri trasversali, barre di torsione, ammortizzatori idraulici, barra stabilizzatrice / posteriori: a ponte rigido De Dion, 2 parallelogrammi di Watt, molle elicoidali, ammortizzatori idraulici, barra stabilizzatrice | anteriori: a ruote indipendenti, quadrilateri trasversali, barre di torsione, ammortizzatori idraulici, barra stabilizzatrice / posteriori: a ponte rigido De Dion, 2 parallelogrammi di Watt, molle elicoidali, ammortizzatori idraulici, barra stabilizzatrice |
| Freni | anteriori: a disco / posteriori: a disco | anteriori: a disco / posteriori: a disco | anteriori: a disco / posteriori: a disco | anteriori: a disco / posteriori: a disco | anteriori: a disco / posteriori: a disco |
| Pneumatici | 185/70 R14 87T / Cerchi: 14" | 185/70 R14 87T / Cerchi: 14" | 185/70 R14 87T / Cerchi: 14" | 185/70 R14 87T / Cerchi: 14" | 185/70 R14 87T / Cerchi: 14" |
| Prestazioni dichiarate | | | | | |
| Velocità: 178 km/h | Velocità: 178 km/h | Velocità: 178 km/h | Accelerazione: 0-1000 m: 34 | Accelerazione: 0-1000 m: 34 | Accelerazione: 0-1000 m: 34 |
| Consumi | a 90 km/h, 5,8 litri/100 km; a 120 km/h, 8,0 litri/100 km; ciclo urbano (simulato) 9,0 litri/100 km; media ECE 7,6 litri/100 km | a 90 km/h, 5,8 litri/100 km; a 120 km/h, 8,0 litri/100 km; ciclo urbano (simulato) 9,0 litri/100 km; media ECE 7,6 litri/100 km | a 90 km/h, 5,8 litri/100 km; a 120 km/h, 8,0 litri/100 km; ciclo urbano (simulato) 9,0 litri/100 km; media ECE 7,6 litri/100 km | a 90 km/h, 5,8 litri/100 km; a 120 km/h, 8,0 litri/100 km; ciclo urbano (simulato) 9,0 litri/100 km; media ECE 7,6 litri/100 km | a 90 km/h, 5,8 litri/100 km; a 120 km/h, 8,0 litri/100 km; ciclo urbano (simulato) 9,0 litri/100 km; media ECE 7,6 litri/100 km |

| Caratteristiche tecniche - Alfa Romeo 90 2.5 Quadrifoglio Oro (1985)                                                                    | Caratteristiche tecniche - Alfa Romeo 90 2.5 Quadrifoglio Oro (1985) | Caratteristiche tecniche - Alfa Romeo 90 2.5 Quadrifoglio Oro (1985) | Caratteristiche tecniche - Alfa Romeo 90 2.5 Quadrifoglio Oro (1985) | Caratteristiche tecniche - Alfa Romeo 90 2.5 Quadrifoglio Oro (1985) | Caratteristiche tecniche - Alfa Romeo 90 2.5 Quadrifoglio Oro (1985) |
| --- | --- | --- | --- | --- | --- |
| | | | | | |
| Configurazione | | | | | |
| Carrozzeria: Berlina | Carrozzeria: Berlina | Posizione motore: anteriore | Posizione motore: anteriore | Trazione: posteriore | Trazione: posteriore |
| Dimensioni e pesi | | | | | |
| Ingombri (lungh.×largh.×alt. in mm): 4391 × 1638 × 1420                                                                                 | Ingombri (lungh.×largh.×alt. in mm): 4391 × 1638 × 1420 | Ingombri (lungh.×largh.×alt. in mm): 4391 × 1638 × 1420 | Ingombri (lungh.×largh.×alt. in mm): 4391 × 1638 × 1420 | Diametro minimo sterzata: | Diametro minimo sterzata: |
| Interasse: 2510 mm | Interasse: 2510 mm | Carreggiate: anteriore 1366 - posteriore 1358 mm | Carreggiate: anteriore 1366 - posteriore 1358 mm | Altezza minima da terra: | Altezza minima da terra: |
| Posti totali: 5 | Posti totali: 5 | Bagagliaio: | Bagagliaio: | Serbatoio: 49 litri (riserva 8 litri) | Serbatoio: 49 litri (riserva 8 litri) |
| Masse | / in ordine di marcia: 1.170 kg / rimorchiabile: 1.200 kg | / in ordine di marcia: 1.170 kg / rimorchiabile: 1.200 kg | / in ordine di marcia: 1.170 kg / rimorchiabile: 1.200 kg | / in ordine di marcia: 1.170 kg / rimorchiabile: 1.200 kg | / in ordine di marcia: 1.170 kg / rimorchiabile: 1.200 kg |
| Meccanica | | | | | |
| Tipo motore: 6 cilindri a V di 60°, basamento e testata in lega leggera. Raffreddamento: ad acqua, a circolazione forzata; termostato   | Tipo motore: 6 cilindri a V di 60°, basamento e testata in lega leggera. Raffreddamento: ad acqua, a circolazione forzata; termostato | Tipo motore: 6 cilindri a V di 60°, basamento e testata in lega leggera. Raffreddamento: ad acqua, a circolazione forzata; termostato | Cilindrata: totale 2.492 cm³ cm³ | Cilindrata: totale 2.492 cm³ cm³ | Cilindrata: totale 2.492 cm³ cm³ |
| Distribuzione: 1 albero a camme in testa per bancata comandato da cinghia dentata (con tenditore idraulico)                             | Distribuzione: 1 albero a camme in testa per bancata comandato da cinghia dentata (con tenditore idraulico) | Distribuzione: 1 albero a camme in testa per bancata comandato da cinghia dentata (con tenditore idraulico) | Alimentazione: a iniezione elettronica | Alimentazione: a iniezione elettronica | Alimentazione: a iniezione elettronica |
| Prestazioni motore | Potenza: 156 CV a 5600 giri/min / Coppia: 21,4 kgm a 4000 giri/min | Potenza: 156 CV a 5600 giri/min / Coppia: 21,4 kgm a 4000 giri/min | Potenza: 156 CV a 5600 giri/min / Coppia: 21,4 kgm a 4000 giri/min | Potenza: 156 CV a 5600 giri/min / Coppia: 21,4 kgm a 4000 giri/min | Potenza: 156 CV a 5600 giri/min / Coppia: 21,4 kgm a 4000 giri/min |
| Accensione: elettronica tipo Breakerless, con regolazione anticipo centrifugo e pneumatico; limitatore di giri fra 6100 e 6300 giri/min | Accensione: elettronica tipo Breakerless, con regolazione anticipo centrifugo e pneumatico; limitatore di giri fra 6100 e 6300 giri/min | Accensione: elettronica tipo Breakerless, con regolazione anticipo centrifugo e pneumatico; limitatore di giri fra 6100 e 6300 giri/min | Impianto elettrico: Batteria: 12 V - 66 Ah. Candele: Champion N11YC | Impianto elettrico: Batteria: 12 V - 66 Ah. Candele: Champion N11YC | Impianto elettrico: Batteria: 12 V - 66 Ah. Candele: Champion N11YC |
| Frizione: monodisco a secco, con comando idraulico                                                                                      | Frizione: monodisco a secco, con comando idraulico | Frizione: monodisco a secco, con comando idraulico | Cambio: meccanico a 5 marce + RM | Cambio: meccanico a 5 marce + RM | Cambio: meccanico a 5 marce + RM |
| Telaio | | | | | |
| Corpo vettura | Scocca metallica autoportante | Scocca metallica autoportante | Scocca metallica autoportante | Scocca metallica autoportante | Scocca metallica autoportante |
| Sterzo | a cremagliera | a cremagliera | a cremagliera | a cremagliera | a cremagliera |
| Sospensioni | anteriori: a ruote indipendenti, quadrilateri trasversali, barre di torsione longitudinali, ammortizzatori idraulici telescopici, barra stabilizzatrice / posteriori: a ponte rigido De Dion, 2 parallelogrammi di Watt, molle elicoidali, ammortizzatori idraulici telescopici, barra stabilizzatrice | anteriori: a ruote indipendenti, quadrilateri trasversali, barre di torsione longitudinali, ammortizzatori idraulici telescopici, barra stabilizzatrice / posteriori: a ponte rigido De Dion, 2 parallelogrammi di Watt, molle elicoidali, ammortizzatori idraulici telescopici, barra stabilizzatrice | anteriori: a ruote indipendenti, quadrilateri trasversali, barre di torsione longitudinali, ammortizzatori idraulici telescopici, barra stabilizzatrice / posteriori: a ponte rigido De Dion, 2 parallelogrammi di Watt, molle elicoidali, ammortizzatori idraulici telescopici, barra stabilizzatrice | anteriori: a ruote indipendenti, quadrilateri trasversali, barre di torsione longitudinali, ammortizzatori idraulici telescopici, barra stabilizzatrice / posteriori: a ponte rigido De Dion, 2 parallelogrammi di Watt, molle elicoidali, ammortizzatori idraulici telescopici, barra stabilizzatrice | anteriori: a ruote indipendenti, quadrilateri trasversali, barre di torsione longitudinali, ammortizzatori idraulici telescopici, barra stabilizzatrice / posteriori: a ponte rigido De Dion, 2 parallelogrammi di Watt, molle elicoidali, ammortizzatori idraulici telescopici, barra stabilizzatrice |
| Freni | anteriori: a disco ventilato / posteriori: a disco | anteriori: a disco ventilato / posteriori: a disco | anteriori: a disco ventilato / posteriori: a disco | anteriori: a disco ventilato / posteriori: a disco | anteriori: a disco ventilato / posteriori: a disco |
| Pneumatici | 195/60 HR 15 / Cerchi: 15" | 195/60 HR 15 / Cerchi: 15" | 195/60 HR 15 / Cerchi: 15" | 195/60 HR 15 / Cerchi: 15" | 195/60 HR 15 / Cerchi: 15" |
| Prestazioni dichiarate | | | | | |
| Velocità: 200 km/h | Velocità: 200 km/h | Velocità: 200 km/h | Accelerazione: 0-1000 m: 29,5 | Accelerazione: 0-1000 m: 29,5 | Accelerazione: 0-1000 m: 29,5 |
| Consumi | a 90 km/h, 6,8 litri/100 km; a 120 km/h, 8,9 litri/100 km; ciclo urbano (simulato) 12,9 litri/100 km; media ECE 9,5 litri/100 km | a 90 km/h, 6,8 litri/100 km; a 120 km/h, 8,9 litri/100 km; ciclo urbano (simulato) 12,9 litri/100 km; media ECE 9,5 litri/100 km | a 90 km/h, 6,8 litri/100 km; a 120 km/h, 8,9 litri/100 km; ciclo urbano (simulato) 12,9 litri/100 km; media ECE 9,5 litri/100 km | a 90 km/h, 6,8 litri/100 km; a 120 km/h, 8,9 litri/100 km; ciclo urbano (simulato) 12,9 litri/100 km; media ECE 9,5 litri/100 km | a 90 km/h, 6,8 litri/100 km; a 120 km/h, 8,9 litri/100 km; ciclo urbano (simulato) 12,9 litri/100 km; media ECE 9,5 litri/100 km |

## Motorizzazioni
| Modello               | Disponibilità       | Motore  | Cilindrata (cm³) | Potenza         | Coppia Massima (Nm) | 0–100 km/h (secondi) | Velocità max (km/h) | Consumo medio (km/l) |
| 1.8                   | dal debutto al 1988 | Benzina | 1779             | 88 kW (120 Cv)  | 166                 | 9.7                  | 185                 | 10.5                 |
| 2.0                   | dal debutto al 1988 | Benzina | 1962             | 94 kW (128 Cv)  | 176                 | N.D.                 | 190                 | 12.7                 |
| 2.0i                  | dal 1986 al 1988    | Benzina | 1962             | 94 kW (128 Cv)  | 176                 | 8.9                  | 190                 | 12.1                 |
| 2.0i V6               | dal 1986 al 1988    | Benzina | 1996             | 97 kW (132 Cv)  | 176                 | 8.9                  | 192                 | 12.1                 |
| 2.5i Quadrifoglio Oro | dal debutto al 1988 | Benzina | 2492             | 115 kW (156 Cv) | 210                 | 8.4                  | 200                 | 10.3                 |
| 2.4 Turbodiesel       | dal debutto al 1988 | Diesel  | 2393             | 81 kW (110 Cv)  | 235                 | 10.8                 | 182                 | 13.1                 |